# Karine Polwart
Karine Polwart, född 23 december 1970 i Banknock, Skottland, är en skotsk singer-songwriter. Hon skriver huvudsakligen folksånger, ofta med politiska samhällsteman. Polwart är mest känd som soloartist, med tre utmärkelser på BBC Folk Awards 2005, och var tidigare medlem av banden Malinky och Battlefield Band.
Polwart är idag medlem av The Burns Unit och har även samarbetat med The Fruit Tree Foundation på deras första album.

## Biografi
Polwart växte upp i orten Banknock i centrala Skottland och kommer från en musikalisk familj; hennes bror Steven spelar gitarr i hennes band och systern Kerry är medlem i gruppen The Poems. Hon studerade filosofi och statsvetenskap vid University of Dundee och studerade senare till en masterexamen i filosofi i Glasgow.
Efter avslutad examen arbetade Polwart som filosofilärare och därefter för Scottish Women's Aid-rörelsen med frågor rörande misshandel i hemmet, barnmisshandel och ungdomars rättigheter, vilket kommit att influera hennes senare låtskrivande.
Polwart slog igenom som sångare i folkmusikgruppen Malinky och blev professionell musiker efter bandets framgångar med det första albumet Last Leaves i januari 2000. Efter att ha sjungit i grupperna Malinky, macAlias och Battlefield Band och medverkan i The Complete Songs of Robert Burns-projektet påbörjade hon en solokarriär. Hennes första soloalbum Faultlines släpptes 2003 och vann pris för Bästa album samt i två ytterligare kategorier på BBC Radio 2 Folk Awards år 2005. Detta gav henne ökat genomslag i bredare musikkretsar i Storbritannien.

## Diskografi

### Som soloartist

#### Album
- Faultlines (2003)
- Scribbled in Chalk (2006)
- Fairest Floo'er (2007)
- This Earthly Spell (2008)
- Traces (2012)

#### Samlingsalbum
- Threshold (2013 - endast i Kanada)

#### Singlar
- The Pulling Through EP - första spår Holy Moses (2005)
- Daisy (2006)
- I'm Gonna Do It All (2006)
- The-Build-Your-Own-Cathedral-EP - första spår Medusa (2009)
- Evergreen EP (Lau vs Karine Polwart, 2010)

#### DVD:er
- Here's Where Tomorrow Starts (2011)

### Samarbeten och gästinspelningar
- Various Artists - The Complete Songs of Robert Burns, Volume 7 (1999)
- macAlias - highwired (2000)
- Various Artists - The Complete Songs of Robert Burns, Volume 8 (2000)
- Various Artists - The Complete Songs of Robert Burns, Volume 9 (2001)
- Various Artists - Scots Women (2002)
- Corrina Hewat - My Favourite Place (2003)
- Various Artists - Fishing Music (2003)
- Dean Owens - My Town (2004)
- Various Artists - Cold Blow these Winter Winds (Fairytale of New York) (2004)
- Various Artists - Scottish Women (2004)
- Corrina Hewat - The Ballad of Eppie Moray (2005)
- Various Artists - The Wildlife Album 2 (2005)
- Future Pilot AKA - Eyes of Love / Lights of the City / Changes (2006)
- Roddy Woomble - My Secret is My Silence (2006)
- Various Artists - Ballads of the Book (2007)
- Lau - Arc Light (2009)
- Darwin Song Project (2009)
- Kris Drever - Mark the Hard Earth (2010)
- Robert Lawrence - The Journey Home (2010)
- The Fruit Tree Foundation - First Edition (2011)

### Som medlem av Malinky
- Last Leaves (2000)
- 3 Ravens (2002)

### Som medlem av Battlefield Band
- Happy Daze (2001)